# Region (Schottland)
Eine Region in Schottland war zwischen 1975 und 1996 eine Gebietskörperschaft der Kommunalverwaltung. Sie waren anstelle der 1889 eingerichteten Countys geschaffen worden. Im Gegensatz zu England und Wales, wo es auch nach 1974 noch Countys gab, wählte man in Schottland den Begriff „Region“.
Es wurden insgesamt 9 Regionen geschaffen. Diese untergliederten sich in Districts („zweistufige Verwaltung“). Ferner gab es drei Inselbezirke (islands areas, Shetland, Orkney und Western Isles).
| Nr. (siehe Karte) | Region oder Inselbezirk        | Verwaltungssitz     | Fläche (ha) | Bevölkerung (geschätzt) |  |
| ----------------- | ------------------------------ | ------------------- | ----------- | ----------------------- |  |
| 01                | Strathclyde (Region)           | Glasgow             | 1.350.283   | 2.286.800               |  |
| 02                | Dumfries and Galloway (Region) | Dumfries            | 0.639.561   | 0.147.900               |  |
| 03                | Borders (Region)               | Newtown St Boswells | 0.471.253   | 0.105.300               |  |
| 04                | Lothian (Region)               | Edinburgh           | 0.171.595   | 0.750.600               |  |
| 05                | Central (Region)               | Stirling            | 0.263.455   | 0.272.900               |  |
| 06                | Fife (Region)                  | Glenrothes          | 0.131.201   | 0.351.200               |  |
| 07                | Tayside (Region)               | Dundee              | 0.749.650   | 0.395.200               |  |
| 08                | Grampian (Region)              | Aberdeen            | 0.869.772   | 0.528.100               |  |
| 09                | Highland (Region)              | Inverness           | 2.539.759   | 0.206.900               |  |
| 10                | Western Isles (Inselbezirk)    | Stornoway           | 0.289.798   | 0.029.600               |  |
| Nicht abgebildet  | Shetland (Inselbezirk)         | Lerwick             | 0.143.268   | 0.022.522               |  |
| Nicht abgebildet  | Orkney (Inselbezirk)           | Kirkwall            | 0.097.581   | 0.019.600               |  |
| Gesamt            | Gesamt                         | Gesamt              | 7.717.176   | 4.691.822               |  |

Mit Wirkung vom 1. April 1996 wurden diese Verwaltungsstrukturen wieder aufgelöst. Es entstand die heutige Verwaltungsgliederung mit den 32 Council Areas (inklusive der 3 Inselbezirke), die den Status einer Unitary Authority und damit sowohl die Verwaltung der Regionen als auch der Districts wahrnehmen („einstufige Verwaltung“).